# Mit der Faust in die Welt schlagen (Film)
Mit der Faust in die Welt schlagen ist ein Film der Regisseurin Constanze Klaue, basierend auf dem gleichnamigen Roman von Lukas Rietzschel. Die Weltpremiere erfolgte im Rahmen der 75. Internationalen Filmfestspiele Berlin 2025. Der Kinostart war am 3. April 2025.

## Handlung
Philipp und Tobi wachsen als Geschwister in der sächsischen Provinz auf. Ihr Alltag ist geprägt von Perspektivlosigkeit und dem Zerfall ihrer Familie. Als in ihrem Heimatort ein Heim für geflüchtete Menschen entstehen soll, ist für Tobias der Zeitpunkt gekommen, gewalttätig zu werden.

## Produktion
Mit der Faust in die Welt schlagen basiert auf dem gleichnamigen Roman von Lukas Rietzschel, der die Radikalisierung zweier Jugendlicher in Ostdeutschland thematisiert. Die Dreharbeiten begannen am 28. Februar 2023 in Görlitz und weiteren Orten der Oberlausitz.
Der Film feierte seine Weltpremiere bei der 75. Berlinale in der Sektion Perspectives.